# 笛吹市立図書館
笛吹市立図書館（ふえふきしりつとしょかん）は、山梨県笛吹市にある公共図書館。
石和（いさわ）図書館、一宮（いちのみや）図書館、春日居（かすがい）ふるさと図書館、八代（やつしろ）図書館、境川（さかいがわ）図書室、御坂（みさか）図書館からなる。
ただし、境川図書室は2022年（令和4年）1月31日に閉館。

## 一覧
出典は公式サイトや山梨県の図書館2015 ===

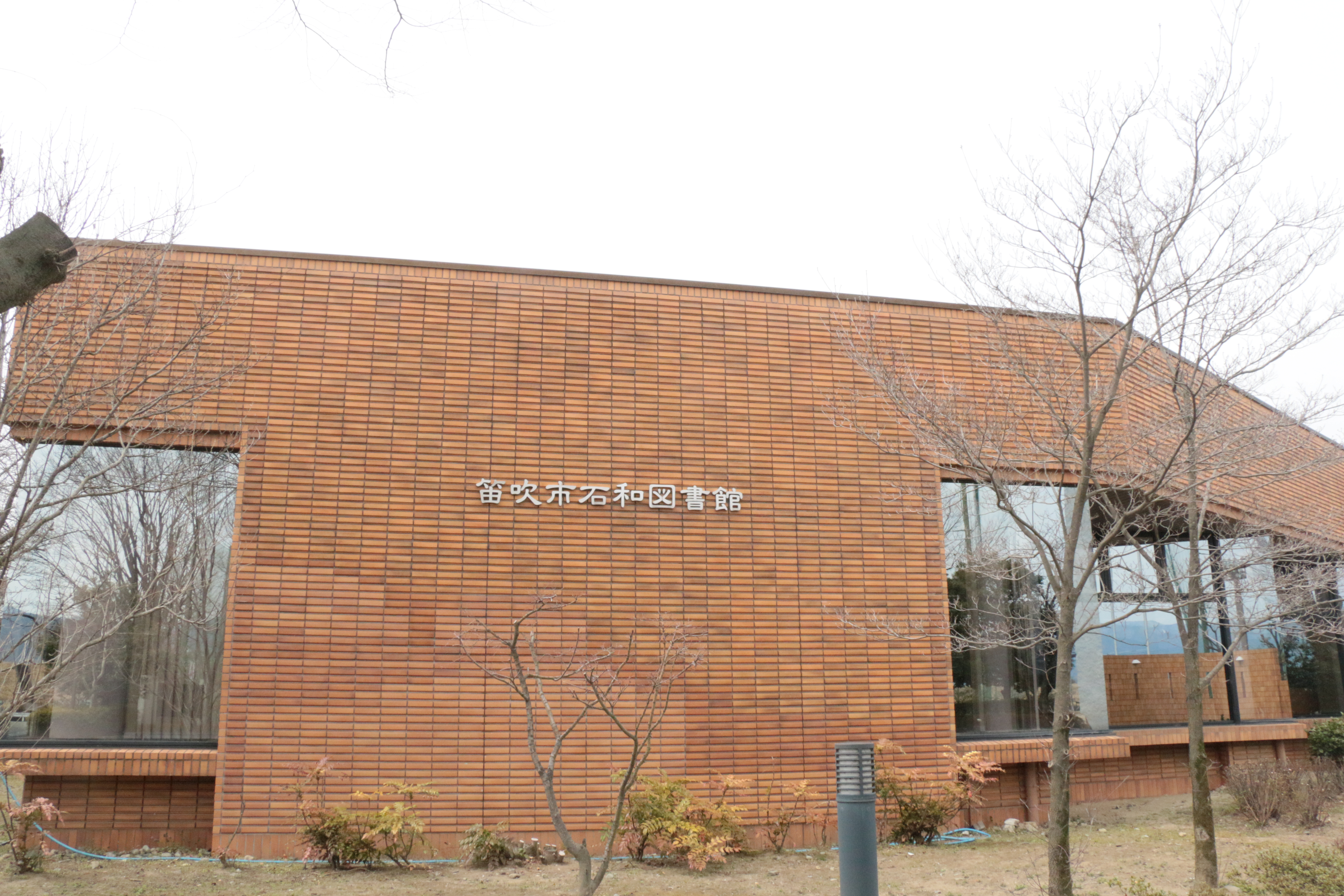
石和図書館

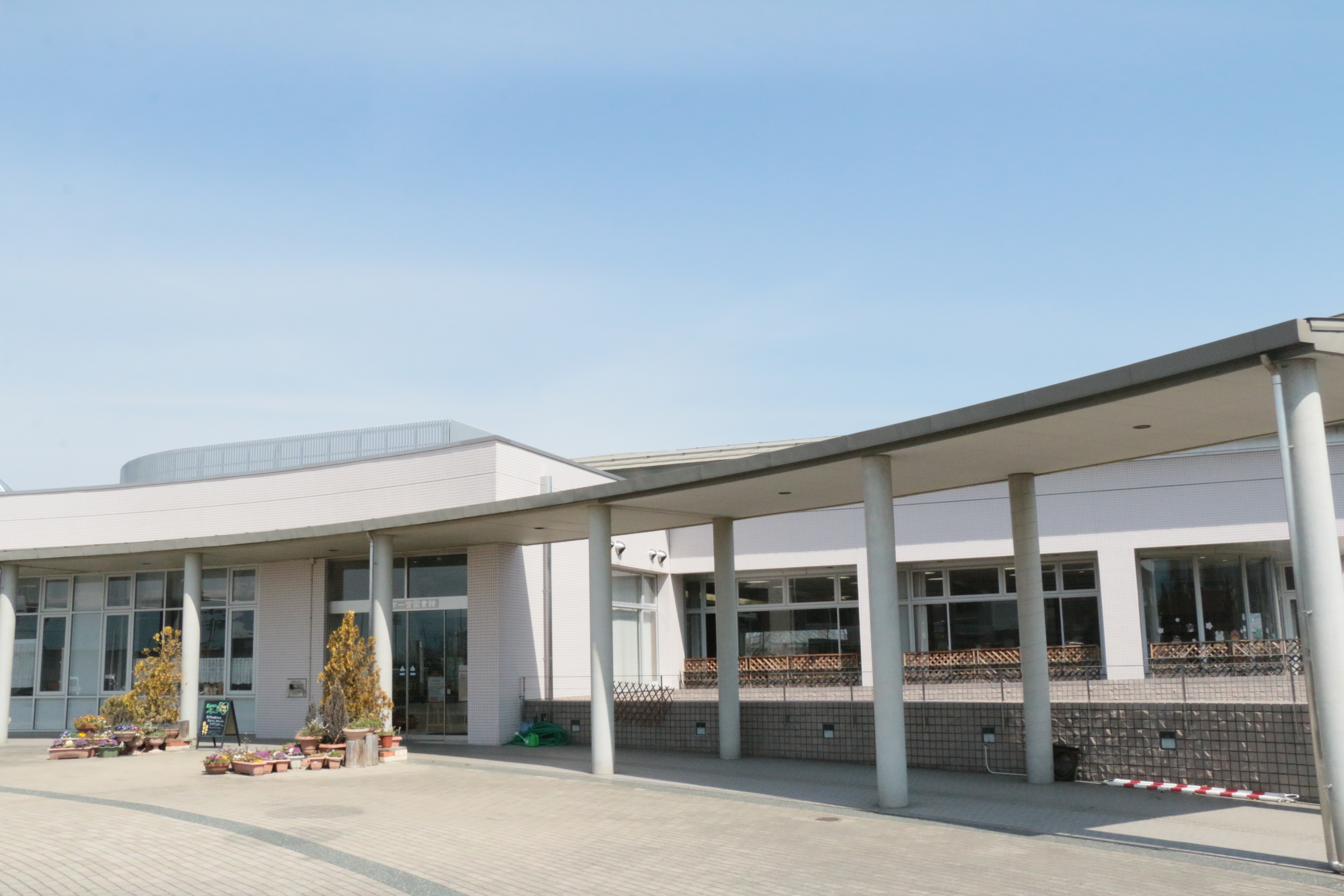
一宮図書館

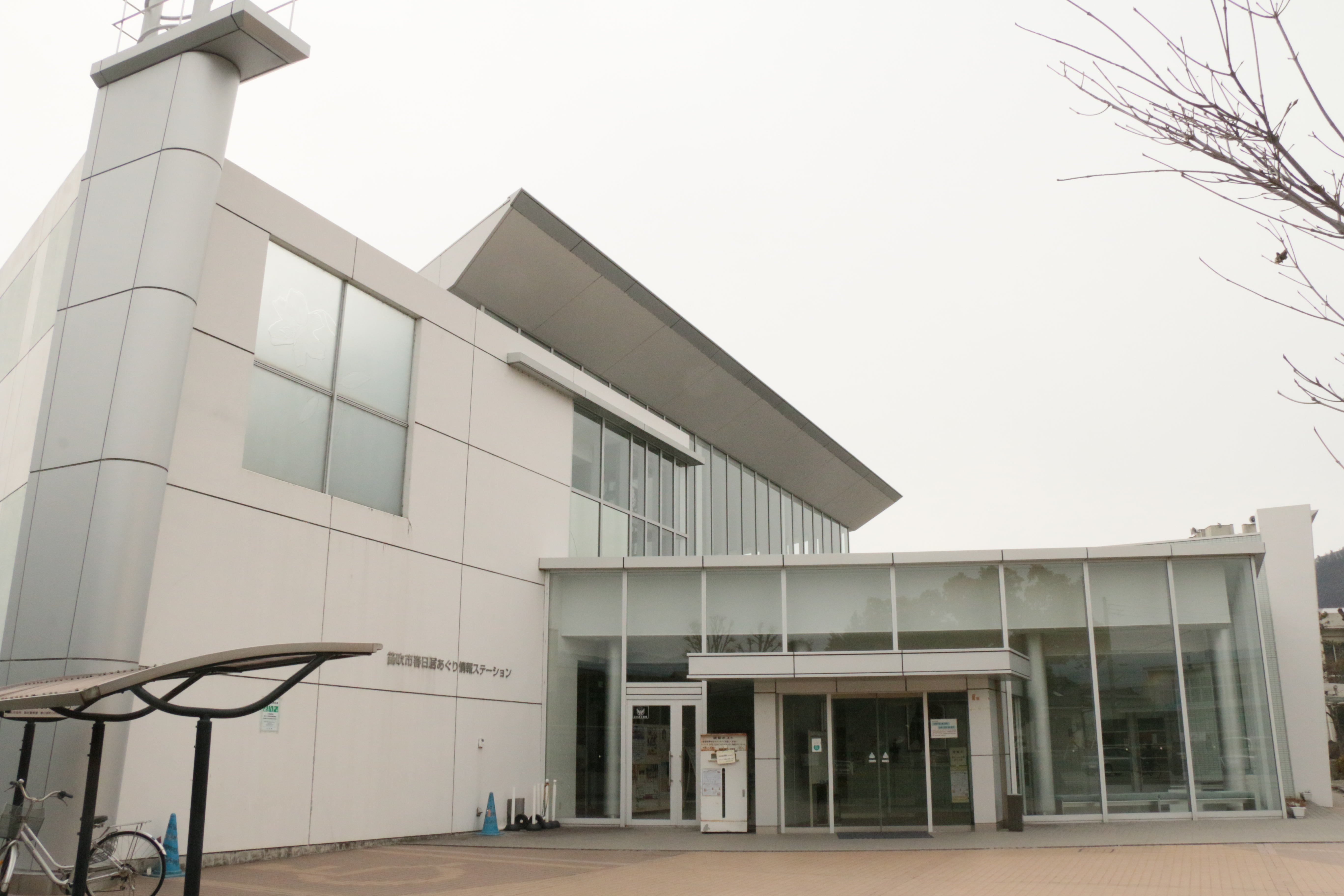
春日居ふるさと図書館

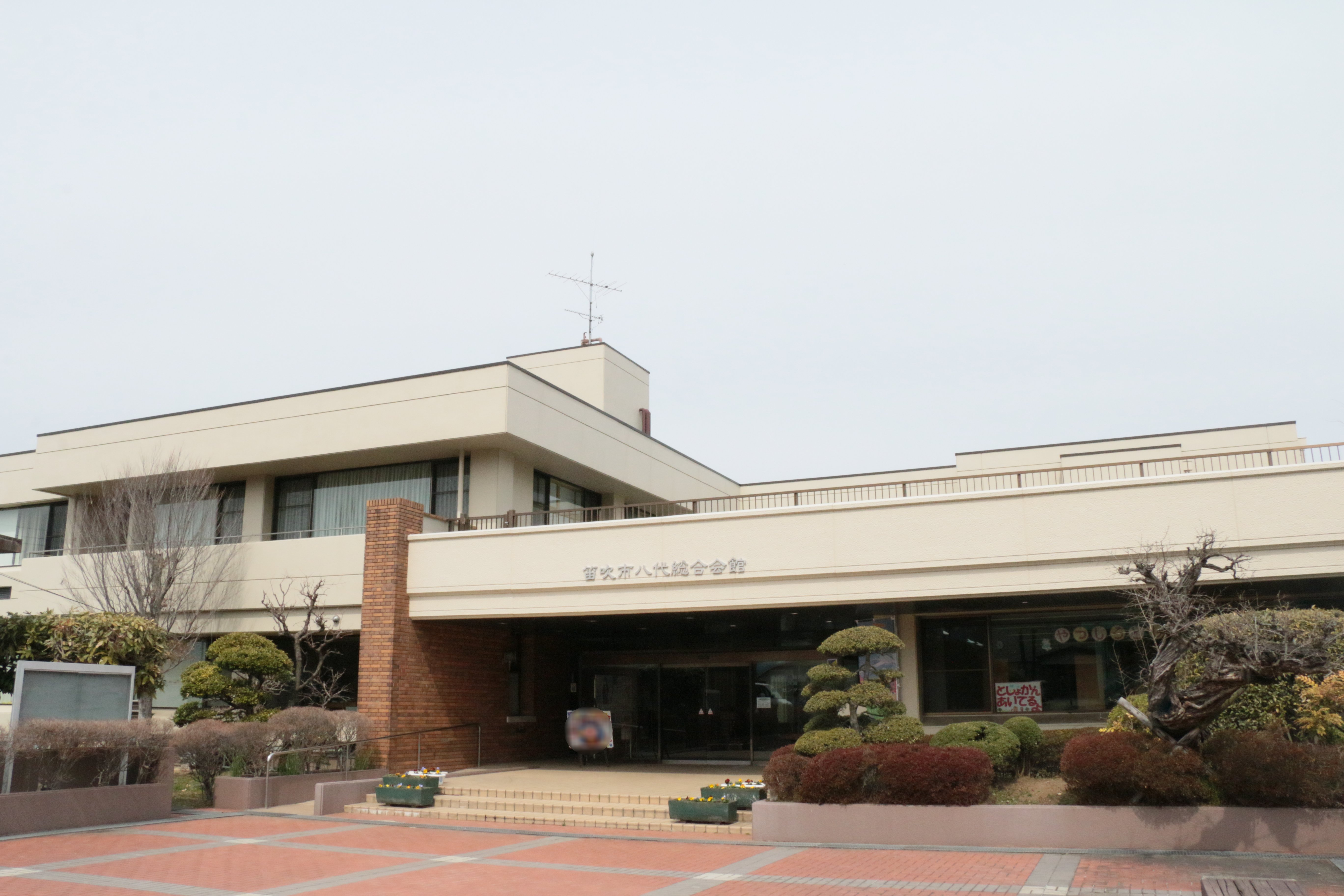
八代図書館

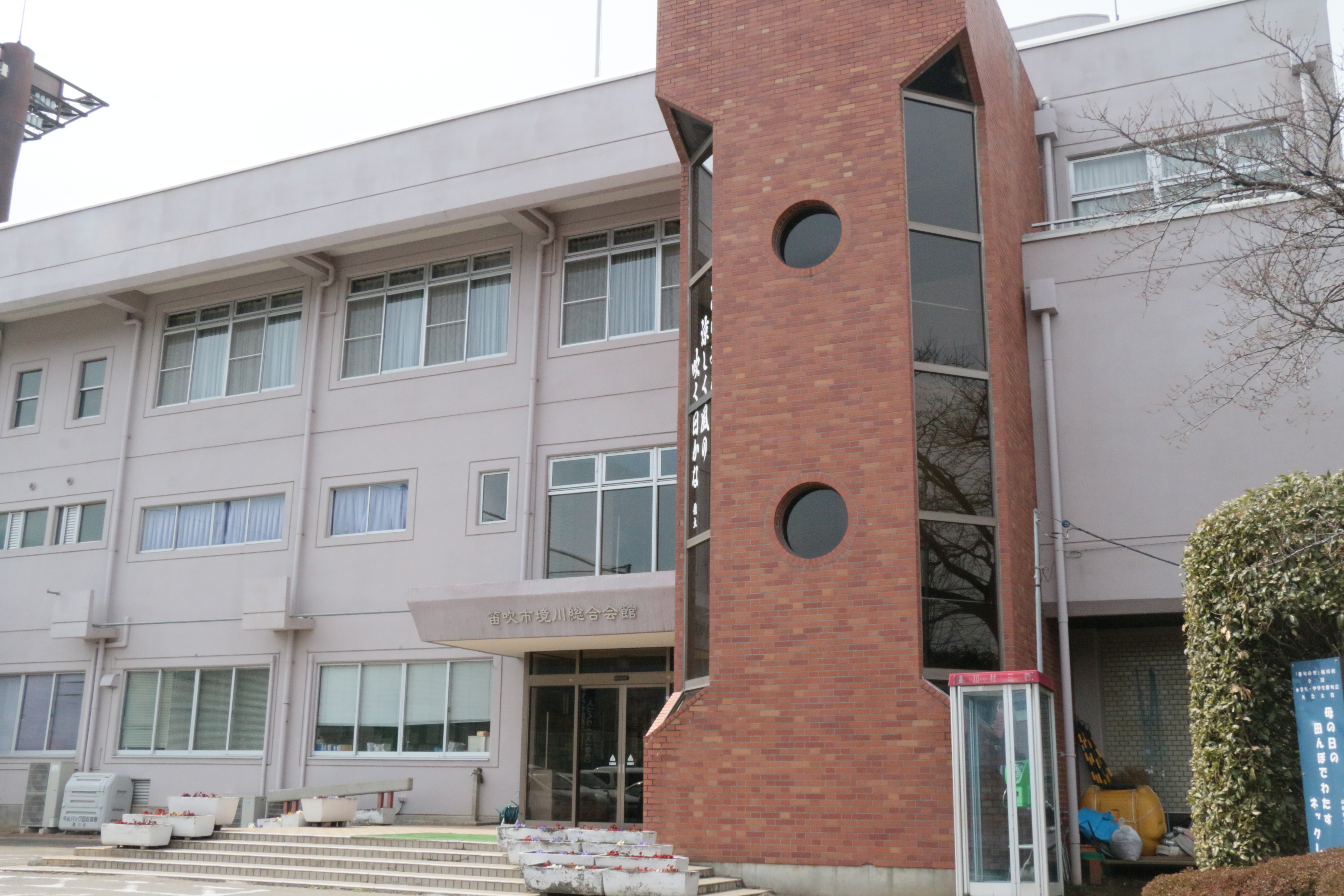
境川図書室

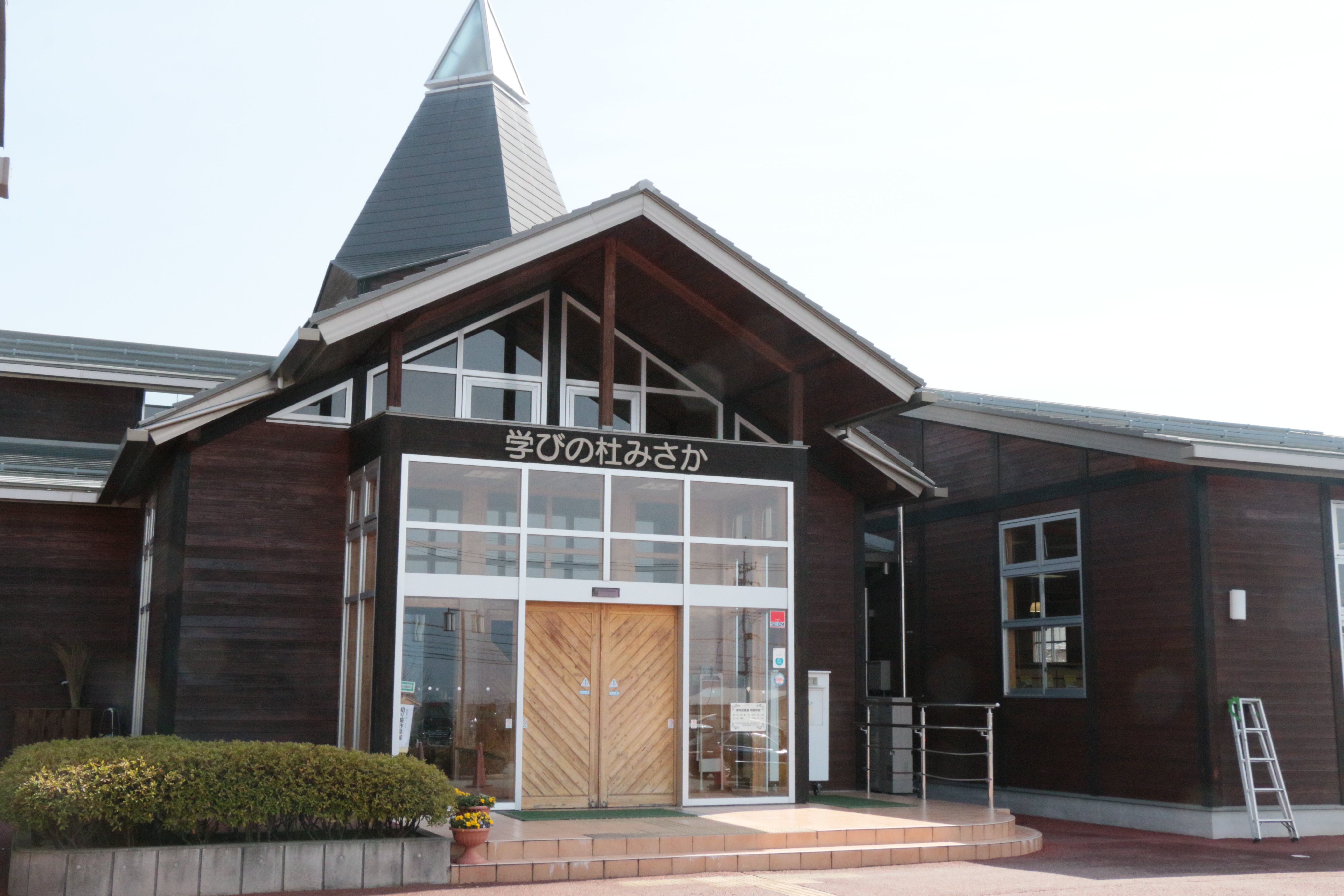
御坂図書館

| 笛吹市立図書館の一覧 | 笛吹市立図書館の一覧 | 笛吹市立図書館の一覧                                       | 笛吹市立図書館の一覧 | 笛吹市立図書館の一覧                                                      | 笛吹市立図書館の一覧                                                                                   | 笛吹市立図書館の一覧 | 笛吹市立図書館の一覧 |
| 分類                 | 館名                 | 所在地                                                     | 開館                 | 開館時間                                                                  | 休館日                                                                                                 | 延床面積 (m2)        | 収蔵能力 （千冊）    |
| -------------------- | -------------------- | ---------------------------------------------------------- | -------------------- | ------------------------------------------------------------------------- | --- | -------------------- | -------------------- |
| 図書館               | 石和図書館           | 笛吹市石和町広瀬626-1 （石和スコレーセンター内）           | 1987年12月           | 平日：午前10時～午後9時 土・日曜日・祝日：午前9時～午後5時                | 月曜日、特別整理期間 年末年始（12月28日～翌年1月5日まで）                                              | 1,887                | 100                  |
| 図書館               | 一宮図書館           | 笛吹市一宮町末木921-1 （いちのみや桃の里ふれあい文化館内） | 2001年11月           | 水･金･土･日：午前9時30分～午後5時 火･木：午前9時30分～午後7時             | 月曜日・祝祭日（５/４･５と11/３を除く）・月末整理日・特別整理期間 年末年始（12月28日～翌年1月5日まで） | 858                  | 100                  |
| 図書館               | 春日居ふるさと図書館 | 笛吹市春日居町寺本155-1 （春日居あぐり情報ステーション内） | 2002年11月           | 平日：午前10時～午後7時 土・日・祝日： 午前10時～午後5時                  | 月曜日・祝日の翌日（土日除く）・月末整理日・特別整理期間 年末年始（12月27日～翌年1月5日まで）          | 321                  | 28                   |
| 図書館               | 八代図書館           | 笛吹市八代町南527 （八代総合会館内）                       | 1983年4月            | 平日・土・日曜日：午前9時30分～午後5時                                    | 月曜日・祝祭日・特別整理期間 年末年始（12月28日～翌年1月5日まで）                                      | 212                  | 50                   |
| 図書館               | 境川図書室           | 笛吹市境川町三椚3 （境川総合会館内）                       | 1977年4月            | 平日・土曜日：午前9時～午後5時                                            | 日曜日・祝祭日・特別整理期間 年末年始（12月28日～翌年1月5日まで）                                      | 17                   | 5                    |
| 図書館               | 御坂図書館           | 笛吹市御坂町夏目原744 （学びの杜みさか内）                 | 2005年4月            | 月・火・木・金曜日：午前10時～午後6時 土・日曜日・祝日： 午前9時～午後5時 | 水曜日・月末整理日・特別整理期間 年末年始（12月28日～翌年1月5日まで）                                  | 660                  | 60                   |

## 利用案内

### 利用カード
山梨県内に在住・在勤・在学していれば利用カードを発行できる。

### 貸出（市内図書館合計）
- 図書、雑誌：20冊15日間
- AV資料：4点4日間

### 返却
市内どの図書館でも返却が可能。